# 滇藏杜鹃
滇藏杜鹃（学名：Rhododendron temenium）为杜鹃花科杜鹃花属下的一个变种。

## 扩展阅读
維基物種上的相關：滇藏杜鹃